# Chiesa di San Mauro Abate (Monacella)
La chiesa di San Mauro Abate  è un luogo di culto cattolico di Santa Venerina della frazione di Monacella nella città metropolitana di Catania.

## Storia
La prima chiesa di Monacella venne costruita tra il 1788 e il 1792 da Salvatore Piazionale all'interno della sua proprietà e fu dedicata all'Immacolata. Fu aperta al culto nello stesso anno. Morto il Piazionale, l'erede se ne disinteressò fino a farla diventare un deposito agricolo. Gli abitanti del borgo, nel 1850, decisero di protestare e si recarono a Giarre dal sacerdote Fiamingo della Chiesa Madre, della quale la chiesetta di Monacella era filiale già dal 1826. Così la popolazione a proprie spese rimise in sesto l'edificio che fu inaugurato il 18 marzo 1876. Nel 1880 la chiesa fu ampliata dell'ala di Mezzogiorno e nel 1911 dell'altra ala laterale. Nel 1922 divenne parrocchia autonoma. Dopo il sisma del 1952 venne ricostruita la facciata con un progetto iniziale dell'ingegnere Michele Grasso, modificato in parte, tuttavia, in fase di realizzazione. Un ulteriore restauro è stato effettuato dopo il Terremoto di Santa Venerina del 2002. Al fine di distinguerla dalla Chiesa di Maria Santissima Immacolata di Dagala del Re, è stata, in tempi relativamente recenti, dedicata a San Mauro Abate.

## Descrizione
All'interno si può ammirare una bella grotta in pietra lavica della Madonna di Lourdes, una statua del santo patrono e di San Giuseppe.